# 脊振山
脊振山（日语：／）位于佐贺县神埼市与福冈县福冈市早良区的交界处，海拔1054.6米，是筑紫高地脊振山系的最高峰。脊振山是日本三百名山之一，也位列九州百名山。山顶设有航空自卫队和美军脊振山分屯基地的雷达站。
直到江户时代后期，它都被称为廣瀧山。在廣瀧山脚下是以武士廣瀧家族为中心建立的一个聚落。廣瀧家的家纹与织田家的正式家纹相同，均为五角木瓜纹。

## 简介
脊振山系一带自古以来被视为灵山，是众多修行僧侣居住的山岳密教修验场所，至今仍保留着许多遗迹。直到江户时代，“脊振山”一直是山脉内寺庙的总称。如今的脊振山顶被称为“上宫狱”。
邻山千石山（佐贺县一侧）的半山腰上至今仍保留着灵仙寺遗址（现为吉野里町的文化遗产），它是当时脊振山中宫的核心寺院之一。948年，性空上人在隐居期间诵读了《法华经》八卷二十八章。
脊振山顶是脊振神社的上宫，供奉着弁财天。作为丰收之神，它深受肥前和筑前农民的信仰，至今仍有众多信徒前来参拜。据说，灵仙寺遗址周围是日本茶叶种植的发源地，荣西从中国带回茶种，并在日本首次进行栽培。从灵仙寺遗址步行不远，位于佐贺县西侧，是山茶花生长地的最北端，而且山茶花成簇生长。
1693年，筑前和肥前在山顶附近发生了边界纠纷，幕府裁定佐贺藩胜诉，理由是1647年（正宝四年）的肥前国地图上标注了筑前国地图上没有的脊振弁财天，且神社土地由佐贺藩主锅岛赠予，因此山脊线即为两国的边界。这仍然是现在的县界。
如果天气好，可以看到有明海对岸的云仙岳，以及由布岳、九重山和阿苏山。由于东侧开阔，每年元旦都会举办日出活动。

## 气候
九州北部平原气候温暖，但山区冬季降雪相对较多。脊振山区海拔高于周边地区，寒冷时期积雪厚度通常超过50厘米。2011年1月，由于寒冬，部分地区最深积雪达到1米以上，是九州北部地区少有的多雪地带。通常11月下旬开始降雪，平均初雪日为12月8日。

## 自然

### 植物
植被以人工林和次生林为主。山体上部海拔约800米以上，覆盖着天然山毛榉和日本常绿橡树森林。其他树木包括枫树、栎树和杜鹃花，下层则长满都笹。

### 动物
常见有貉、梅花鹿、野猪、山椒鱼、縞蛇、田子蛙等。在生物多样性方面，可见到在平地已不常见的物种，如泥鳅、蝾螈、黑斑侧褶蛙等。曾被记录为1990年代仍存活的日本龙虱栖息地，因填海工程及环境恶化，于2003年佐賀县红色名录中被列为“极有可能灭绝”。

### 地质
包括山顶在内的大部分山体由白垩纪中期的花岗岩构成。流经山脉的河流有室见川、那珂川、城原川（筑后川水系）、嘉濑川（川上川）、厳木川（松浦川水系）和玉岛川。

## 山顶设施
日本战败后，美军在山顶修建了一座雷达站，俯瞰局势日益紧张的朝鲜半岛。相关设施也沿着南山脊建设。后来这些设施被移交给航空自卫队，至今仍作为脊振山分屯基地运行。脊振山是福冈县和佐贺县边界的最高峰，其便利的地理位置促使警察厅和新闻机构在此修建通讯设施。福冈管区气象台的脊振山雷达气象观测站并非位于山顶，而是位于山峰以西约1公里处，海拔约986米。第一座观测站建于1940年左右，靠近山顶。它在二战后于 1950 年退役。作为替代在山峰以西约1公里处设立了一座气象观测站。1955年8月，日本第一台山地雷达安装完毕。1947年至1950年，后来成为芝加哥大学教授、龙卷风和下击暴流研究权威的藤田哲也在脊振山天文台和脊振山进行气象观测。

## 航空事故
脊振山位于福冈平原和筑紫平原之间，常有浓雾，因此被认为是九州北部地区航空飞行的危险地带，曾发生过多起飞机失事。
1936年11月19日、1938年9月和1987年2月17日，都曾发生过飞机失事。尤其值得一提的是，法国飞行员安德烈·雅皮于1936年参加巴黎和东京之间的一场比赛时，驾驶着Caudron Simoun飞机坠毁在脊振山上。他被原脊振村的居民安全救起并悉心照料。山顶附近矗立着一座纪念碑，这段故事作为法日两国友谊的感人故事流传至今。
1938年9月，南洋厅航空部一架道格拉斯DF水上飞机从佐世保飞往馆山途中坠毁于浓雾中，机上40名机组人员中有32人遇难。1987年，一架海上保安厅的比奇200T飞机（JA8825）从福冈机场起飞后，在脊振山东南偏南1.5公里处的斜坡上坠毁，造成4名机组人员遇难。
虽然没有坠毁，但在福冈大空袭期间，美国B-29轰炸机从脊振山方向接近，并进行了夜间轰炸。一些轰炸机将脊振山的阴影误认为是博多湾的海岸线，轰炸了脊振山脚下早良郡、糸岛郡和筑紫郡的村庄。

## 登山
山顶下方设有配备自动售货机和卫生间的停车场。通往停车场的道路是通往日本自卫队基地正门的通道，夜间禁止私家车通行。从停车场出发，沿着自卫队栅栏旁的小路攀登约300米即可到达山顶。九州自然步道沿着山顶蜿蜒而上，吸引了众多徒步旅行者。
道路方面，防卫省道路从福冈县早良区板屋地区通往山顶，佐贺县道305号线从佐贺县神埼市原脊振村中心地区通往山顶。除施工期间外，防卫省道路允许私家车通行（但大型车辆禁止通行）。防卫省道路与佐贺县道305号在山顶附近直接相连。为防止飙车，佐贺县道305号线晚上8点至凌晨5点禁止普通乘用车和除指定中型乘用车（即比小型巴士小的乘用车）以外的中型乘用车（出租车除外）通行。不过，12月29日至1月4日期间将解除限制。该地区冬季积雪较深，且积雪容易残留，尤其是在阴凉处。融化的雪水在夜间可能会结冰，因此驾驶时需谨慎。

## 图库

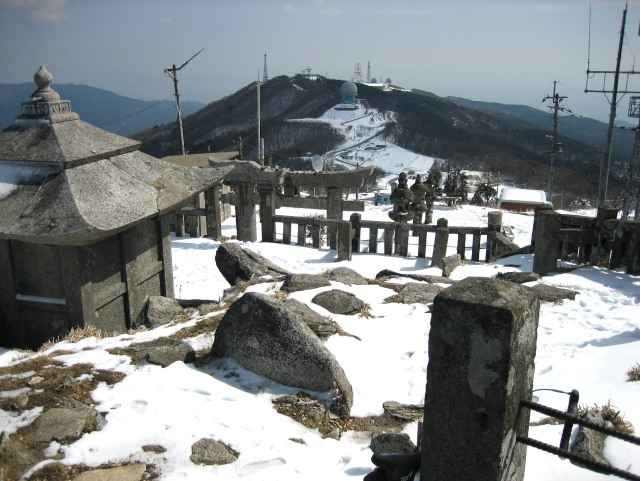
山顶的脊振神社上宫
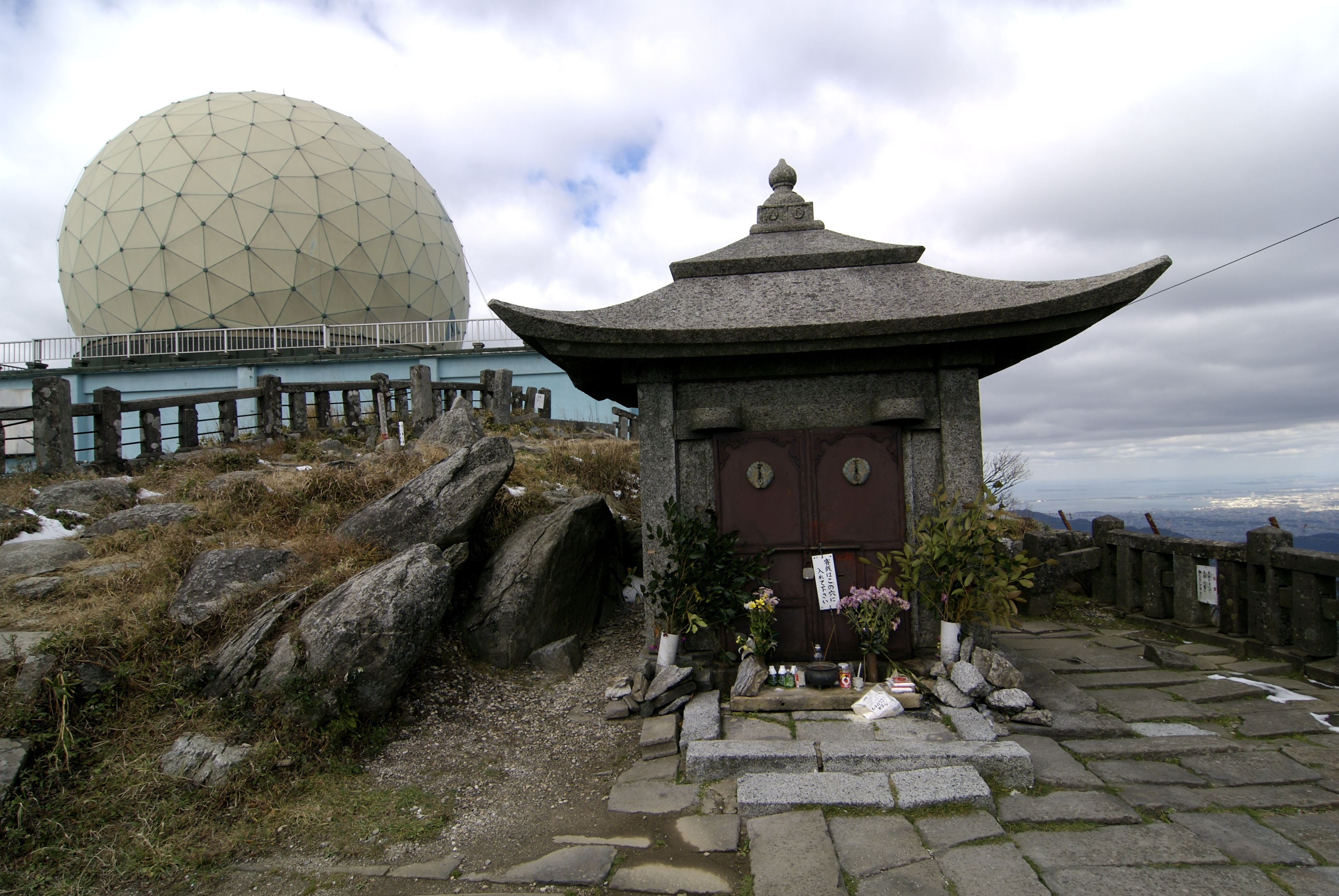
脊振神社和雷达
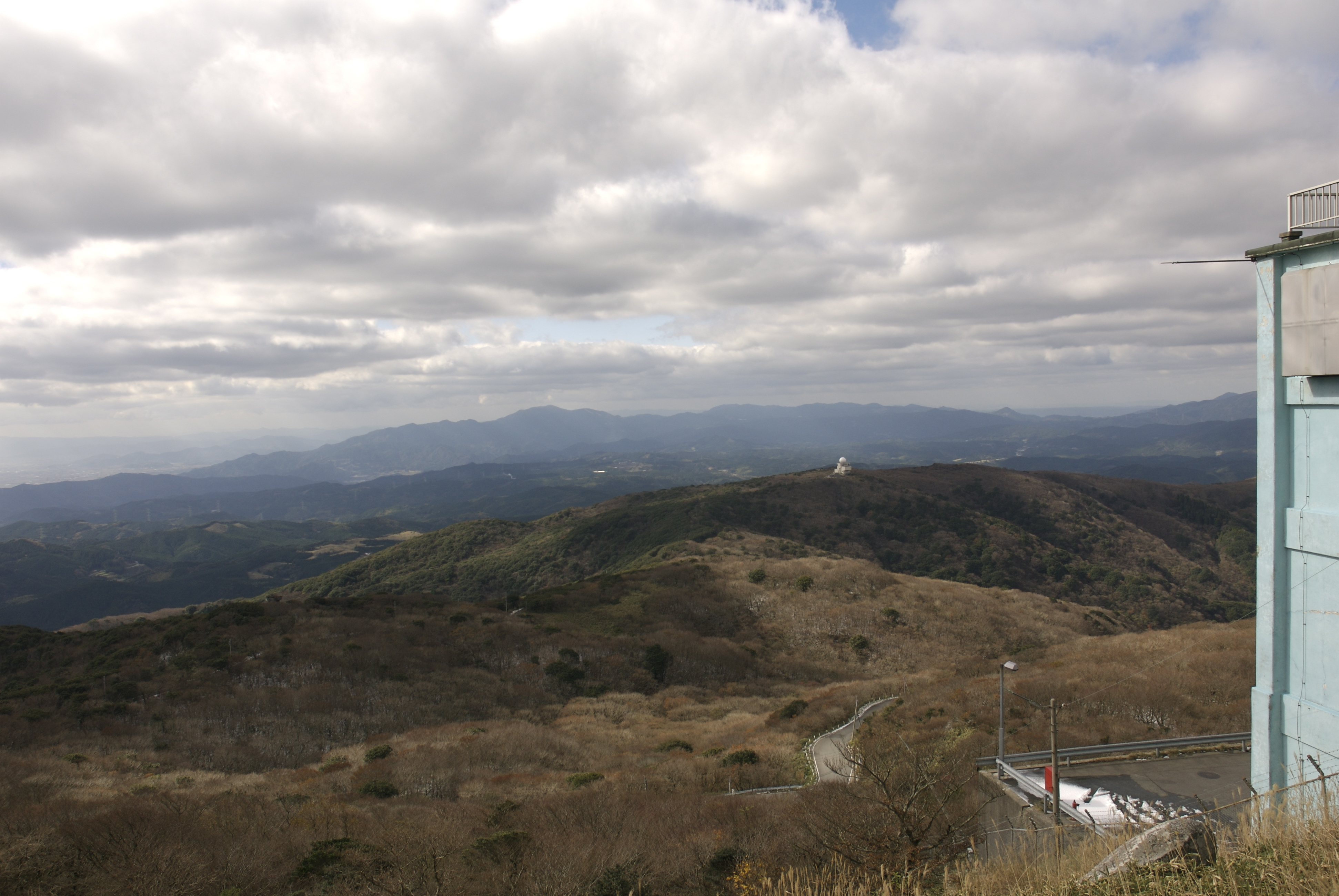
从山顶向西望去
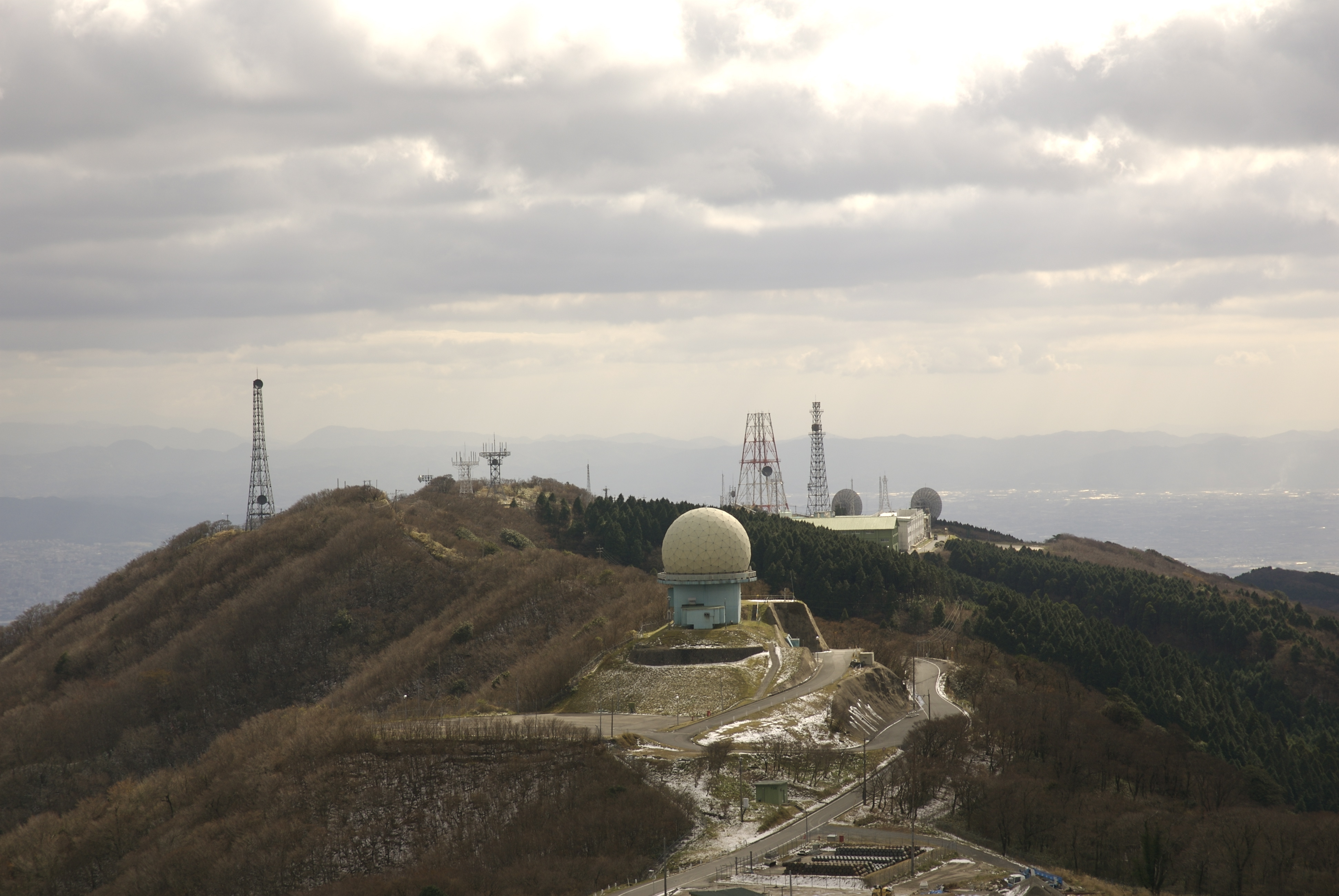
从山顶俯瞰脊振山基地
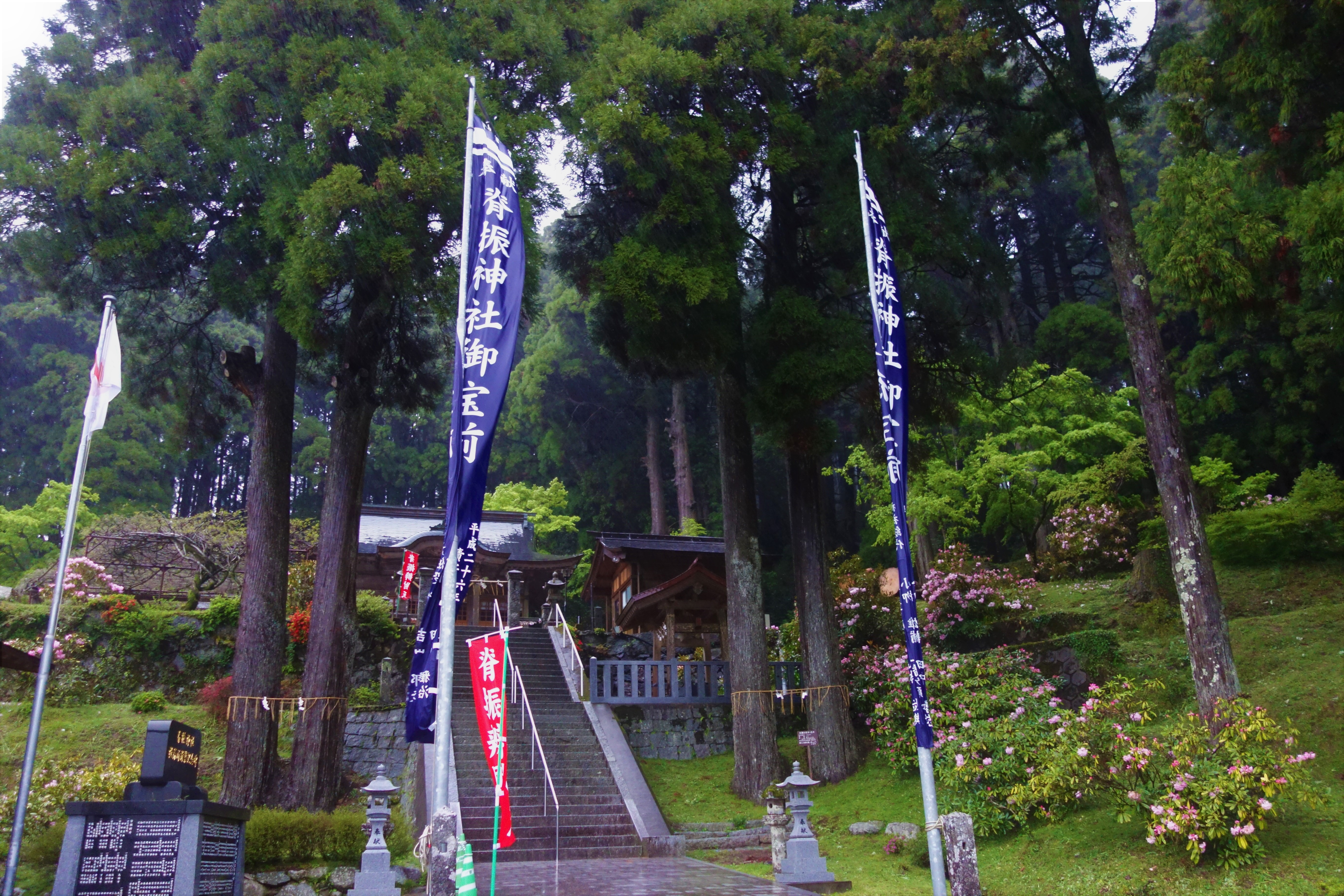
脊振神社下宫
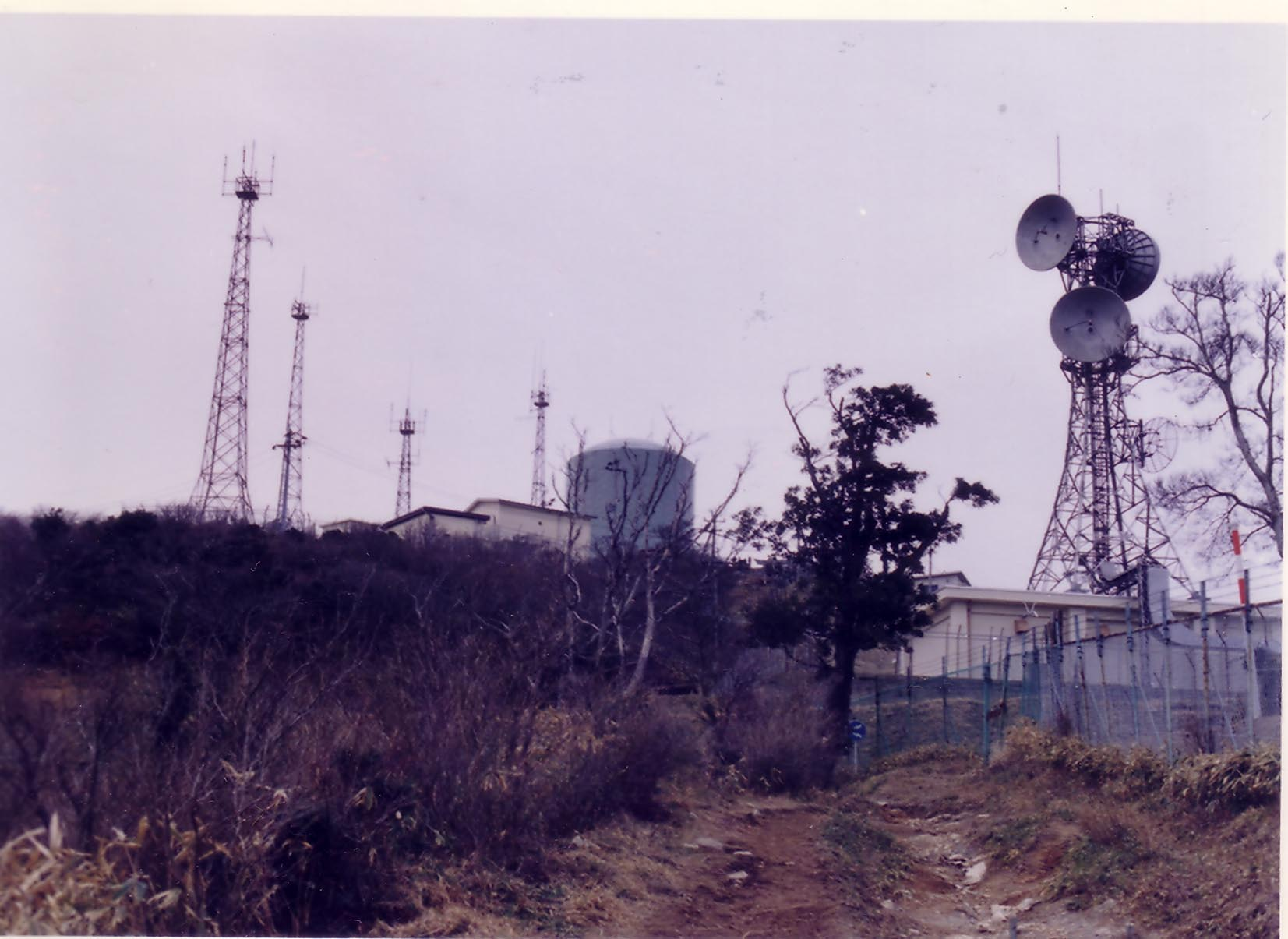
山顶（1985年3月）
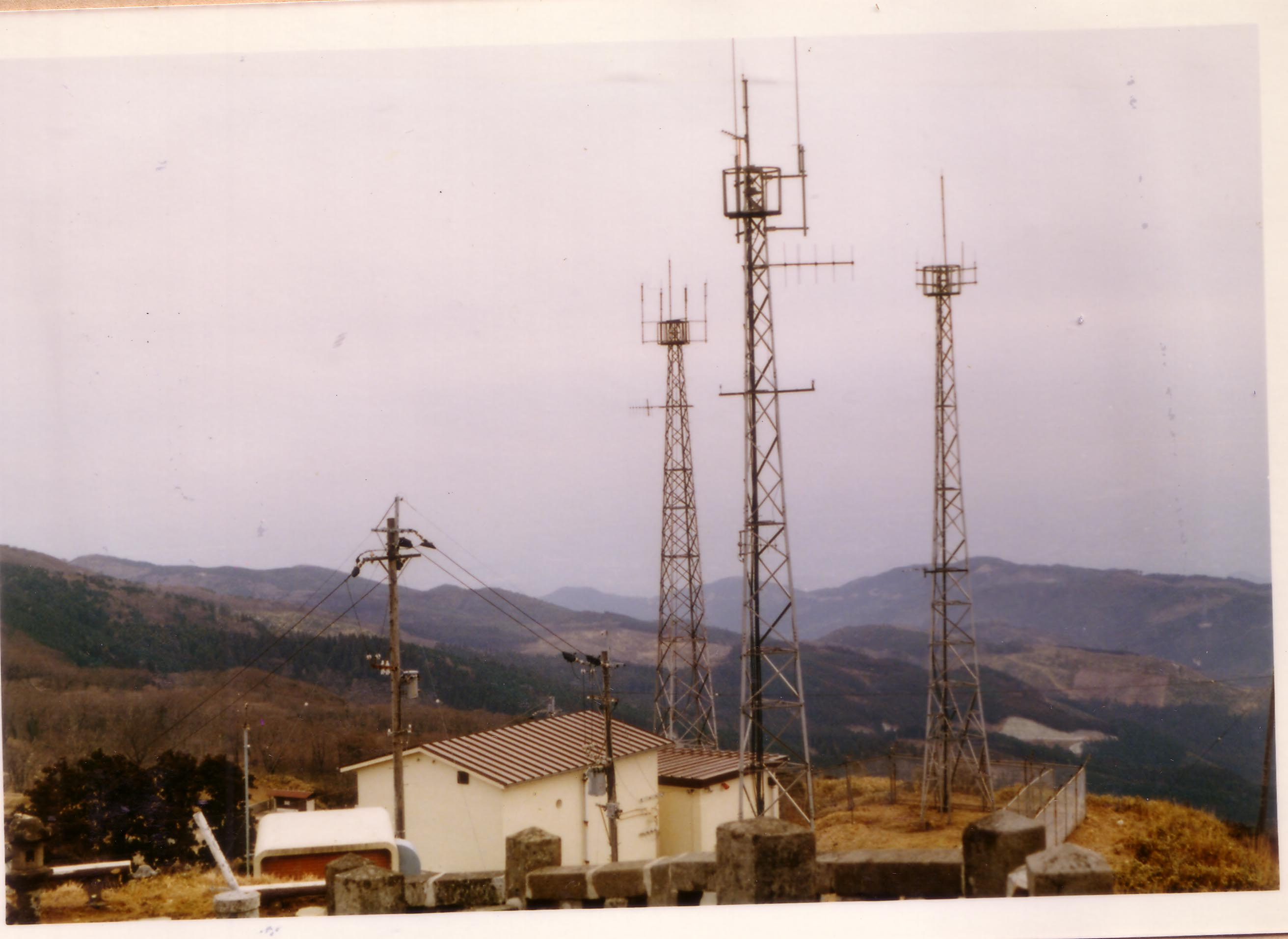
山顶（1985年3月）
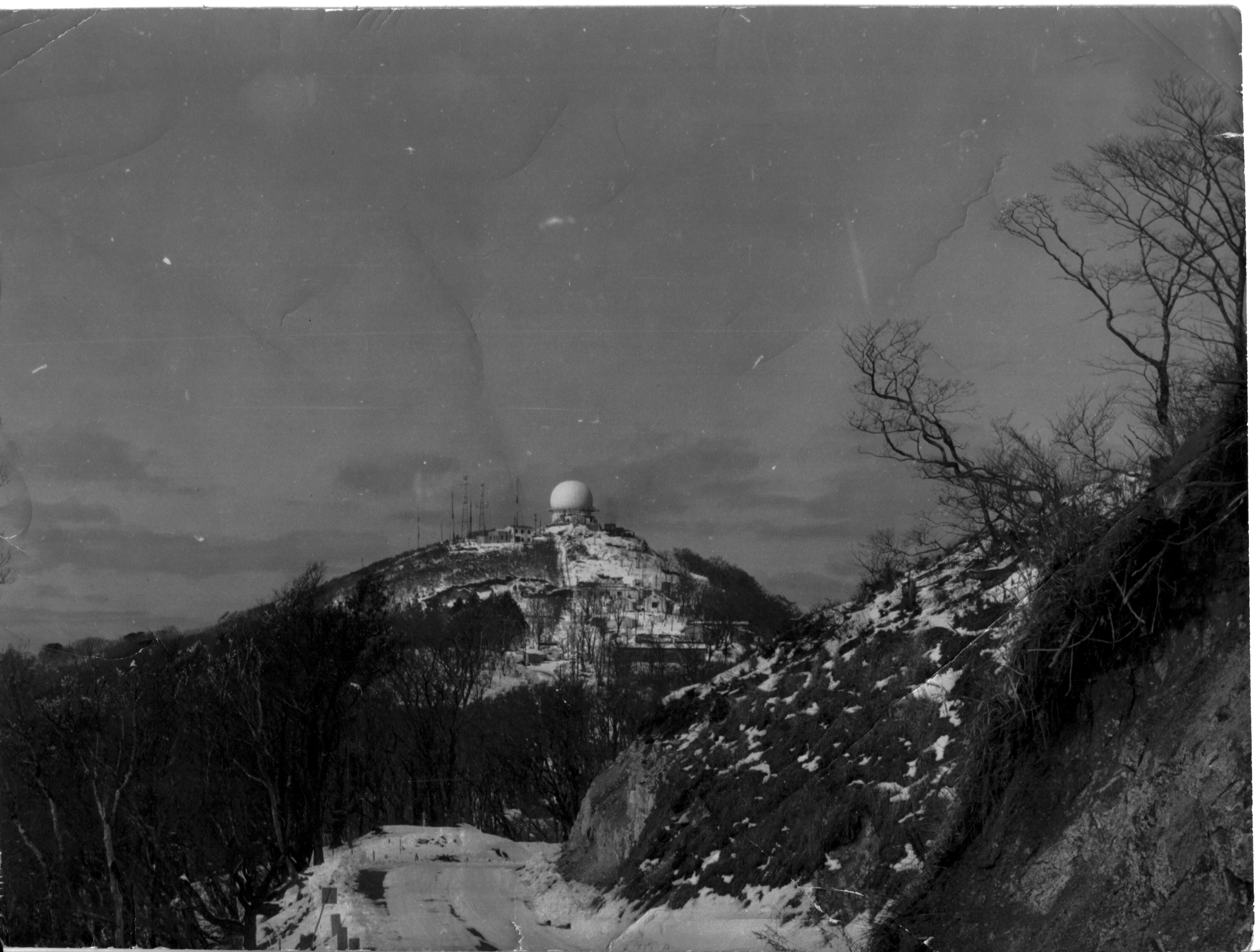
山顶（1955年）
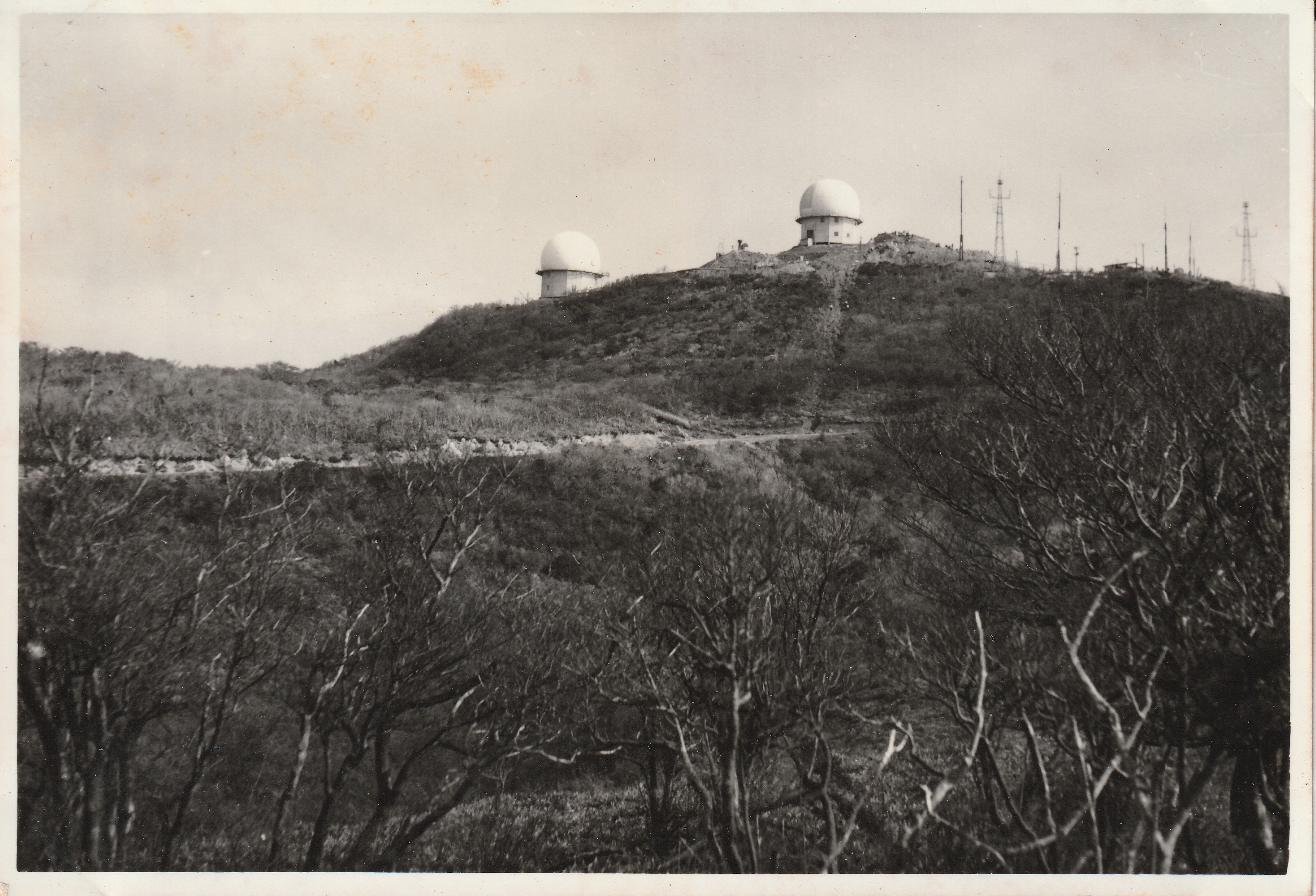
1959年11月22日脊振山观测站的远景。